# 八木たかおのザ・ニュータイプナイト
八木たかおのザ・ニュータイプナイト（やぎたかおのザ・ニュータイプナイト）は2005年（平成17年）3月3日からインターネットラジオ放送局『A-CAS|足立区民放送ニコ生送信所』のニコニコ動画チャンネルで毎週木曜日 21:00 - 23:00（JST）まで生放送されているインターネットラジオ番組。放送作家の八木たかおがパーソナリティーを務めている。過去にすときゃ!、BBstation本サイト・BBstationのニコニコ動画チャンネルで配信されていた。
2020年（令和2年）3月、新型コロナウイルスの感染拡大の状況を受け当面の間、番組を休止することになった（再開時期は不明）。

## 概要
元々はかつしかエフエムで放送していた番組（インターネットラジオも同時に実施）だったが、2005年（平成17年）3月末にかつしかエフエムでの放送が終了となり、インターネットラジオのみの放送になって再スタートした。
『ザ・ニュータイプナイト』は元々八木たかおが以前所属していた事務所「ザ・ニュース」の枠で始まり（時間は月曜 - 木曜、22:00 - 23:00（JST））、同時期に同事務所に所属しており、現在も同じインターネットラジオ局でラジオをやっているポアロも『ポアロのザ・ニュータイプナイト（のちに「ポアロのニュータイプポケット」や「いい朝ポアロ」というタイトルに変更）』として番組をしていた。
番組名である『ザ・ニュータイプナイト』の名付け親はポアロのメンバー伊福部崇である（ダロウズライブにて伊福部本人が発言）。『ザ・ニュータイプナイト』という名での枠が無くなるため新しいタイトルを考えてくれと、かつしかFM側から言われていたものの考えるのが面倒くさいという理由で変えず、現在に至っている。
通称は「イプナイ」（田中勝己が命名）だが、八木はこれを気に入っていない。現に、八木は番組中一度もこの通称を使用したことが無い。一部では番組の頭文字をとって「TNTN（The New Type Night）」とも呼ばれることがある。
オープニング曲はダロウズの「new jack the ripper」、エンディング曲は同じくダロウズの「allergy」を使用している。故意ではないが、年に1回のペースでスタジオの備品を壊している。2005年（平成17年）にはスタジオの吸音材を壊し（後述）、2006年（平成18年）にはスタジオの楽屋にある鏡を割ってしまった。
2007年（平成19年）10月4日 キャビネット秋葉原第2スタジオ移行2回目の生放送はサーバートラブルにより視聴ができなかった。同年11月15日 BBstation移行3回目の生放送はサーバトラブルにより視聴ができなかった。類似の例として青山D謝罪会見（後述）を参照のこと。
第208回（2009年（平成21年）4月2日放送分）より番組の放送時間が毎週木曜日の 24:00 - 26:00（JST） に変更され、さらに2012年9月6日放送分から配信サイトがニコニコ動画の「BBstationチャンネル」に変更された。2017年(平成29年)1月12日放送回よりニコニコ動画の「A-CAS 足立区民放送ニコ生送信所（すときゃ！ニコ生送信所）」での放送になり、放送時間が毎週木曜日の 21:00 - 23:00（JST） に変更された。

## 特徴
前半はトーク、後半はコーナーを中心に展開していたが、ある時期からメールが減少。それに反比例して八木のトークが長くなり、そのためコーナーをやらなくなり、その埋め合わせで八木のトークが長くなるという悪循環に陥っている。メールはトーク中に突発的に募集したり、ブログやtwitterで呼び込みをしている。番組公式ハッシュタグは「#newtypenight」。募集されているコーナーはすべてやるため自然消滅はほとんどなかったが、時によってはコーナーが乱立し自然消滅することもある。
新コーナーの開始は大きく分けて、番組側から募集のコーナーと、トーク内容からリスナーが勝手にメールテーマに発展させ、評判が良かったことをいいことに翌週からレギュラー化するコーナーとがある。
思い出したように「釣り番組」を名乗っている。新谷良子から番組にメッセージが送られたときは釣り番組であることを前提にメッセージが送られた。実際に釣り特番を少なくとも2回やっているため（後述）ギャグではあるが嘘ではない。
トーク中の下ネタに関しての突っ込みは「品!」の一言ですますことがある。絵的な動きをしているときには「ラジオ!」とツッコミが入ることがある。
夏休みに恒例となっている読書感想文のコーナーでリスナーからの感想文を募集したところ、6人しかメールが来なかった。そのため、この番組のリスナーは6人というのが一時期定着していた。

## パーソナリティー
八木たかお
番組のパーソナリティー。現在オフィス・トゥー・ワン所属。過去ザ・ニュースにおいてカレーマシーン、かきあげ丼というコンビで芸人をしていたが解散となり放送作家となる。巨乳好きで特に磯山さやかがお気に入りのようである。
ラジオ番組をやっていることからラジオNIKKEIのインターネットラジオや、過去に構成をしていたアール・エフ・ラジオ日本の『いってらっしゃ〜い!』を2006年（平成18年）5月12日、2006年（平成18年）9月22日と代理で番組進行を務めた。また、2006年（平成18年）10月からは『立川こしらのガッテン!こしらじお』にてレギュラーコーナーを持っている。
本業では『太田光の私が総理大臣になったら…秘書田中。』の構成や『ズームイン!!SUPER』のエンターテイメントコーナーの構成をしていた。そのため芸能ニュースに詳しい。ラジオでは『立川こしらのガッテン!こしらじお』に構成で参加。過去にラジオ番組では『あべこうじのポッドキャスト番長』の構成をしていた。
コマーシャルであるが声優も経験済み。
お酒が大好きだが飲むとすぐに眠くなってしまうため、放送がある木曜日は酒を飲まない。酒飲みの定番で甘いものが苦手。
放送中に調子が上がってくると椅子の上にあぐらをかく癖がある。
木曜日に放送している『はばラヂ』の前パーソナリティー・二宮圭美のことを「オカズちゃん」と名付け、番組内での通称とした。また当の二宮も自己紹介時に「ニュータイプナイトのオカズちゃんです」と名乗り、八木に対して「メガネを取ると萌えキャラ」「小動物みたいな目なんですよぉ… 黙っていれば」とはばラヂ内で語っていた。八木側からは「二人は付き合ってるも同然」と嘘ゴシップを頑張って流していたが、何故かリスナーには本気で受け取られることは無く、2007年（平成19年）のバレンタインデーに二宮から関係者に配った手作り義理チョコに対してホワイトデーに100本のバラを送ると同時に八木が二宮をフるというコント（?）でこの嘘ゴシップは終結した。なお、二宮がBooNoというユニットの宣伝で2007年（平成19年）10月にゲスト出演した際、番組後にBooNoのメンバー儀武ゆう子と深い仲になったというゴシップを2008年（平成20年）初回放送時に八木が流そうとしていたが、周囲から逆に流されている模様。
スポーツジム通い、フットサル等をしている。友人である音楽ユニット「ポアロ（POARO）」のライブによく出演しているが、跳び蹴りやアキレス腱固めがしばしば見られる。また、学生時代にしていた卓球の腕に自信があるらしい。八木がラジオ番組の構成をしている立川こしらが同じく学生時代に相当強かったらしく「俺がいかに強かったか」論争をしている場面が見られる。
服に無頓着なせいか2週連続で同じ服という光景もしばしば。岡村靖幸のパーカーか大喜利修学旅行3のパーカーを着ていたが、最近は大喜利修学旅行5のパーカーとTシャツという格好もしている。最近買ったという服で1ヶ月に2回登場したこともある。ユニクロやジーンズメイトで服をよく購入している。
報道番組からエンターテインメント、アニラジと地上波の仕事が多くポアロ周りでは一番年収がある男と噂されている。
ジェットコースターに乗ると気合が入る。特にカーブなどにおいては力が入るらしい。
かつてアージュの方で『八木たかおの荒野のコナイパー』のパーソナリティーも務めていた。

### そのほかの出演者
出口 誠記（2005年（平成17年）4月7日 - 2006年（平成18年）4月13日、2006年7月20日 - 11月30日）
ライター/編集者。コアマガジン刊行「パチンコオリジナル実戦術」の投稿コーナー「ろくでなしの空」の構成を担当。上野樹里・石原さとみの大ファンで、特に上野樹里に関してはこの番組を利用して上野樹里出演映画をリスナーと一緒に見る樹里部を結成するほど。元々は『Battle Horse Parkうまうま』で長岡が不在の際に競馬予想をしており（長岡とは師弟関係のため）、4月から八木が一人で喋るのが嫌という理由で一緒にパーソナリティーを勤めることになった。番組名に彼の名前がないのは番組スタート当日（正確にはすときゃ!での番組第1回放送中）に、急にパーソナリティーをやれと言われたからだと思われる（その取引条件は「上野樹里に会わせてあげるから」だったことが2006年（平成18年）2月23日のPodcastで判明）。
相当稼いでいるらしく、八木に番組内で月収を暴露される。愛読書は『みどりのマキバオー』。2006年（平成18年）4月6日の放送をもって番組を卒業したことが本人のブログにて発表された（番組及びPodcastではその趣旨の発言は行っていない）。しかし、翌週4月13日の放送で「エルコンニャクバター」（出口の「ますざぶ」投稿時のペンネーム。アニラジ「瞳と光央の爆発ラジオ」では、PN.サイレンスズカの名でトップ投稿者だった）の名称で番組に出演した。そのあとの謝罪会見（という体裁のコント）で卒業報告をした。以降、番組に登場する際はなぜか「大阪から来ましたエルコンニャクバターです」と別人を名乗ることもある。
ヒデヤが一時離脱するため2006年7月20日からの放送で八木の勝手な方針によって一時復帰したが、本業を優先するためときどき番組を中抜けしたり休んでいた。
2006年11月30日に再び卒業。その日のポッドキャストでは「焼き鳥屋『世界のデグちゃん』を開業する」と宣言した。
吉鶴を「吉鶴さん」と呼ぶなど縦の規律を大切にしている模様。上野樹里・熱愛発覚の際、番組をボイコットしようとした。
番組で生まれた出口の自慰行為を表す「デグニー（デグチ+オナニー）」が一人歩きして「デグチ兄さん」という意味で多方面（雑誌にもその呼称が使われたため全国区になってしまっている）でも使われていることをかなり迷惑に感じているらしい。原稿執筆時はカタカナ表記の「デグチセイキ」をペンネームとしている。
ヒデヤ（時吉秀弥）（2006年（平成18年）4月13日 - 7月13日、9月7日 - ）
兵庫県出身。放送当時は自称カリスマ英語職人という肩書だった。神戸外国語大学を卒業した後アメリカルイジアナ州のチューレン大学へ留学し国際政治学を履修、帰国後に後述する芸能界のほか予備校講師としても活動がてら東京言語研究所で東大名誉教授らから認知言語学を学び、理論言語学賞を受賞する実績を持つ。
その後は予備校運営をしていたこともあったが、自身が培った認知言語学研究や英文法知識を活かせるように社会人に向けた英語学習にシフト。また、芸能活動で培った対話スキルを活かし、英文法を中心に自身のYouTubeチャンネルで、当時の運営オンライン英会話スクール名にちなみ『時吉秀弥のイングリッシュカンパニーｃｈ』を開設、多くのリスナーがついている。そのほか『英文法の鬼』という通称で、数多くの英語学習書を出版、一般人を対象とした英語学習書で一定の評価を得る。2025年現在はオンライン英会話スクール『スタディーハッカー』でシニアリサーチャーを務める。
芸人活動としては、出口が卒業した2006年4月6日にゲストとして初出演。そのまま新パーソナリティーに就任。落語家の弟子を経て、コンビ「男性ホルモンズ」を結成。コンビ解散後は放送作家として仕事をしていたが、現在は予備校の英語講師をしている。しかし元の経営者が逃げてしまったため予備校の経営にも携わっている。初登場時「オーゥレンジッ!（オレンジ）」の名文句を残す。また、ヒデヤ自身もエフエム浦安でラジオ番組を持っている（エフエム浦和のホームページで試聴可能）。
2006年7月12日の放送をもって、本業である塾の夏期講習をするため一時離脱することが発表されたが同年9月7日に復帰。10月19日放送では前ディレクター・青山の務める「オーガニックカフェ」の真相を番組内でバラしてしまう不祥事も。
すべてをエロに結び付けるとリスナーに指摘されるほどのエロで、自身のハゲを用いた自虐ネタがしばしば見受けられる。その一例として、髪の毛の薄さから「頭が亀の子だわしだ」発言。ヘアコンタクトに非常に興味を持っていたため番組で特別番組を組まれた（※ 特別企画の項を参照のこと）。
『英語でオトさナイト。』というポッドキャスト番組にも出ているが、当番組とはテンションがまるっきり違う。イプナイにおいていかに拾う役に徹しているかがうかがい知れる。
2007年（平成19年）3月22日の放送で本業の予備校講師の仕事が忙しくなるためと、本人がスタジオから遠くの地に引越ししたため再び卒業した。
ツネ(？/)
Handmade Squareのリーダー。元・阿佐ヶ谷ドラムスタッフ時代からの八木の知り合いであり、番組の常連ゲストでもあった。隔週の出演からレギュラーに昇格。番組では八木と「ギリギリOUT」というユニットを結成しオープニングテーマおよび楽曲の製作をしている。ほかにも作曲家としてプロデューサーを兼ねた事もしている。八木とは関西人同士でウマが合う模様。八木のトークに対してはツッコミの立場であるが、それほどしゃべらない。うまうまの時間になると退席する。

## 現在のコーナー
最初はルールに則った投稿が多いが、回を重ねるごとにルール違反のメールが多くなり終了するという形が多い。特にフォーマットを崩す常連投稿者が3名ほど居りPNの頭文字をとって「イプナイの3K」（きよすぎ・核地下子・川上栄治）と呼ばれている（3Kは八木が命名）。のちに出口が「イプナイの3K」と呼び始め「ズルイ、小癪だ」などと罵った（誉めている）。
Battle Horse Park うまうま
かつしかFM時代から続いている競馬情報コーナー。毎週メインレースを中心に、八木たかおの予想を発表している。八木はいわゆる穴党なので本命馬がこれしかいない場合はしぶしぶその馬の名前を読み上げることがある。だが、その時に限って頑張って本命馬が掲示板どまりだったりする。しかしながら穴党でありつつ理論派であるので的中する時はその予想通りのレース展開だったりする（最近はやっていないが放送によっては競馬ライター長岡伸治の予想もする）。また同時にリスナー参加企画も行われ、企画に優勝すれば八木から優勝賞品が貰える。元々はかつしかFMで「うまうま」という番組があったのだが、その番組が終了してしまい、ニュータイプナイトのワンコーナーになった。かつしかFM時代からインターネットラジオオンリー初期はとあるカラオケボックスなどで収録した音源を流していたが、現在は生放送中に予想を発表している。時間が短い場合だとリスナーの予想のみ発表と縮小されるが特別企画がある場合でも必ずやるためいわゆる箱番組的な存在である。
ジングル募集（正式なコーナー名は不明）
文字通り、ジングルを募集している。これもかつしかFM時代から続いている。「この番組は -」というフレーズを最初に使わないといけない。かつしかFM時代は「このあとは -」に続くフレーズを募集していた。最近は何でも良いことになってきている。
悪ッキーランドへようこそ
八木がオープニングで突如やった物真似がコーナーに昇格。そのキャラクターに言ってほしいセリフやそのランドにありそうなアトラクション募集するコーナー、最近は悪ッキーを題材にした俳句（最後は「悪ッキー」で終わることが多い）や替え歌、童謡、悪のプーさんという新キャラクターや「悪ッキーステーション」という報道キャスター風に読むバージョンも登場している。悪のプーさんのネタを読む際には悪ッキーとは違う声色で読んでいる。また、コーナー冒頭で流れる曲の歌詞も募集している。
傾向として悪ッキーは悪事全般、悪のプーさんは下ネタが多い。
ビタースウィートニッポン
架空の番組ビタースウィートニッポンの内容を書いて送ってもらうコーナー。
タイトルコール → オープニングトーク → 提供クレジット紹介 → 曲紹介。という流れが骨子になっているが、提供クレジットをカットしたり、曲紹介の所で曲を掛けずにCMに行ったり、曲の代わりに別の物を掛けたり、曲を掛けると見せかけて別の曲を掛けるフェイントネタがあるなど崩れる事もある。
```
:パーソナリティの対象は人に限らず、
動物
や
ゲーム
や
アニメ
のキャラクター、悪ッキー、さらには病原体、駅、県名、イベントなどと幅が広く、また人物でも最近の話題の人物から古くに亡くなられた人物まで幅が広い。
```

時事ネタや風刺ネタが採用される事が多く、ブラックなネタや際どいネタが送られてくる事も少なくなく、「読めません」「このネタ、怖いな」と八木が言う事もある
また、ネタによっては八木が物真似をしながら読む事もある
アンチ○○仮面
様々な業界の「アンチ○○仮面」がどういう悪事を働いているか報告してもらうコーナー。
○○の部分は毎回変更される

## 過去のコーナー
紀香姉さん
女優藤原紀香が「それ違いますよ」と思われる行動を勝手に募集するコーナー。レオパレス21のCMが題材となっている。
ラジオイリュージョン
ラジオ出来る手品を募集するコーナー。手品といっても芸能ネタが多かった。最後は必ず「It's Magic!」としめられる。
オペラ座の奇人
オペラ座の怪人の曲（Overture）にあわせて歌詞を作るコーナー
萎えるるぶ
萌えるるぶが発売したことに対抗して、各地方の萎えるスポットをリスナーから募集するコーナー
信長です。
戦国武将織田信長のぼやき募集するコーナー。読み方はヒロシです。と同じ
新外国人ミッチェル!
謎の新外国人ミッチェルの情報を募集するコーナー。新Jリーガーシャムに繋がる
新Jリーガーシャム!
謎の新Jリーガーシャム（出口が命名）の情報を募集するコーナー。ミッチェルでは野球を題材にしていたがシャムからはサッカーを題材にしている。
選手宣誓!
謎の新外国人ミッチェルに送られてきたネタ「ミッチェルが選手宣誓」から、八木が思いついて始まったコーナー。「宣誓!我々、選手一同は」で始まり「誓います」で終わる文章を募集するコーナーだったが。末期になるとルール違反のメールが多くなってしまい一旦終了。今後は季節の変わり目にやることになっており、2006年（平成18年）4月7日・14日に選手宣誓祭り第一弾が放送された。同年8月10日・17日に選手宣誓祭り第二弾が放送。二週になっているのは一週目が正統なネタで二週目がルール違反のネタを読むためである（※ ルール違反でも面白いものは読むことが暗黙のルール）。
等価交換
様々なものを等価交換してみるコーナー。八木・出口が鋼の錬金術師にハマってしまったため始まったコーナー
出口誠記の言偏だらけの木曜日
カレンダーに加えておくべき予定という内容でメールを募ったところ、リスナーが送ってきたメールから始まった箱番組。トークは番組名のとおり言偏を使ったトークを中心に展開する。リスナーからは言偏を使ったギャグや駄洒落など、言偏にまつわることなら何でも募集している。また、毎週1回放送ではなく数回やらせることが多く、5分が過ぎていないのに話すことがなくなったのを理由に「5分たったから終わる」などと発言したりと出口をいっぱいいっぱいにするのを楽しむというのが本来の目的であろう。「高いハードルは飛ばない」はここから生まれた名言のひとつ。異常にメール数が多く、気に入らないメールはそのメールを丸めて放り投げることが恒例となっていた。出口卒業ともに終了となった（終了アナウンスがなかった）。
出口が再び卒業する日（2006年（平成18年）11月30日）の放送は復活したこのコーナーで締めくくられた。
ラブレターLOVE
リスナーから本気で書いたラブレターを紹介するコーナー、釣り王決定戦（後述）のあとのリスナーとのボウリング大会の罰ゲームでやり面白かったのでコーナー化。あまりにもマジになりすぎてドン引きということも多々ある。このコーナーにメールを送ったことがキッカケで告白し成功、お付き合い開始ということがあり（後に結婚することになった）、パーソナリティー二人が一番気合いを入れてやっているコーナーであった。また本気ではなくネタとして書いたラブレターを紹介するバカラブレターというゾーンが設けられていた。末期はリスナーから送られてきた本気の恋愛相談にパーソナリティーが答えるコーナーになっていた。マジ恋愛相談が一区切りしたため休止宣言。今後はマジ恋愛相談がきたらやるということを発言している。2007年（平成19年）2月8日に番組の特性を忘れていた恋愛相談メールが匿名希望（出口）と名乗る人から送られてきており、差出人の正体を知っていた八木は恋愛相談をするふりだけをやっていた。
「見習いディレクター・青山に振って欲しいカッコイイQ」略して「青Q」!
番組見習いディレクター青山に振って欲しいカッコイイQを募集するコーナー。しかし、大抵は失敗する。2005年（平成17年）12月29日に「4回転ジャンプでQ」をした際には、勢い余ってスタジオに設置してある吸音材を壊した。その事件以降青山にはクラッシャー青山という名称がついた。その損傷は酷いもので他番組でイジられることもしばしば（2006年（平成18年）4月13日の放送で無事壁が修復された）。
You Got Mail
堀江メール問題のメールのテンプレートを面白い文章にすりかえるコーナー。コーナータイトルの元ネタはユー・ガット・メール（英語版記事）であろう。
そのときは幕末は・・・
構成作家見習いのラザニア平山プロデュースのコーナー。リスナーから幕末のイベント事情を募集し、ニュータイプナイト的歴史教科書を作っていく。投稿ごとにこのことは歴史上あったかなかったをパーソナリティーが判定している。
英語大喜利
ヒデヤプロデュースコーナー。毎回様々な単語を出しその英単語はどういうものかをリスナーが勝手に翻訳するコーナー。ヒデヤが一時離脱するため2006年（平成18年）7月13日の放送をもって終了となった。
シュワちゃんと歌おう
映画ターミネーターのターミネーターのテーマに無理矢理歌詞をつけるコーナー。毎週チャンピオンを決めていてスタッフ・パーソナリティーのお勧めのフレーズを紹介したあと、八木（以前は出口が決定）が最終的なチャンピオンを決める（チャンピオンが防衛ということもある）。基本的にはネタでチャンピオンを決めるが2006年2月23日の放送ではネタの総合的な面白さもあるが何よりペンネームの面白さが目立ってチャンピオンになるケースがでた。ニュータイプナイトでは珍しく1年以上続いたコーナーであった。2006年（平成18年）7月20日の放送で終了
Good Night Baby
軍人をゲストに招いた回で録音した「ソニックブーム」「波動拳」「YouWin!」等の音声を使って夜寝る前に天井向ってつい囁いてしまう言葉を募集するコーナー。
速報!○○かく戦えり!
ドイツワールドカップを開催を記念して始まったコーナー。ニュースサイトによくあるテキスト速報の要領で勝手に速報を書いてもらうコーナー。ワールドカップ終了後は様々スポーツを題材にネタを募集している。2010年（平成22年）の南アフリカワールドカップ開催の時に期間限定で復活。また、300回放送の時にも裏で行われていた日本対シリア戦の速報をメールテーマで募集した。
題材にしたスポーツ速報
2006 FIFAワールドカップ（2006年6月1日 - 2006年7月6日） タイトル：速報!日本代表かく戦えり!
オールスターゲーム（2006年7月20日 - 2006年7月27日） タイトル：速報!オールスターかく戦えり!
亀田興毅WBAミニマム級世界戦（2006年8月3日） タイトル：速報!亀田興毅かく戦えり!
日本対トリニダード・トバゴ（2006年8月10日）※ オシムJAPAN初戦だったため取り上げた。 タイトル：速報!オシムジャパンかく戦えり!
日本対イエメン（2006年8月17日） タイトル：速報!オシムジャパンかく戦えり!
早稲田実業学校対駒澤大学附属苫小牧高等学校（2006年（平成18年）8月24日） タイトル：速報!高校球児かく戦えり!
そうめん対麦とろ（2006年8月31日）※ スポーツイベントがなかったため新どっちの料理ショー（2006年（平成18年）8月31日放送分）で取り上げた対決が題材となった。 タイトル：速報!あっさり料理かく戦えり!
日本対イエメン（2006年9月7日） タイトル：速報!オシムジャパンかく戦えり!
F1イタリアグランプリ（2006年9月14日） タイトル：速報! F1・イタリアGPかく戦えり!
ミヤギテレビ杯ダンロップ女子オープンゴルフトーナメント（2006年9月21日） タイトル：速報! 女子ゴルフかく戦えり!
F1日本グランプリ（2006年10月5日） タイトル：速報! F1・日本グランプリかく戦えり!
2010 FIFAワールドカップ（2010年6月10日 - 7月1日）タイトル：速報!日本代表かく戦えり!
AFCアジアカップ2011日本対シリア（2011年1月13日）
日本対オーストラリア（2011年1月26日）タイトル：速報!ザックジャパンかく戦えり!
チキンorビーフ
臆病者が選ぶ選択肢（番組では「チキン」と呼ぶ）と勇者が選ぶ選択肢（番組では「ビーフ」と呼ぶ）を募集するコーナー。その後にもうひとつ（ポーク・ゴートが多発）選択肢と単語をつけて三段落ちにするルール違反が存在する。
ニュータイプナイトニュース
植草一秀逮捕をきっかけで作られたコーナー。逮捕された教授の名前とどういう事件を起こしたのかを募集するコーナー。タイトル通りメールは八木がニュースキャスターぽくメールを読んでいたが、キャスター役は平山にバトンタッチしている。
リアルドラえもん
確かにあると便利だがドラえもんが出すほどの道具ではないものを紹介するコーナー。生活に密着した道具がよく出る。面白いものと面白くないものの線引きが非常に難しい。
13ならべ
数字の入った慣用句、タイトル、その他の言葉などを募集する。毎週下限と上限の二つの数字を設定している。不採用の週もある。
ちんピク侍数え歌
下ネタによる桃太郎侍数え歌の替え歌を募集するコーナー。
どうでもいい相撲
世の中にあるどうでもいいニュースを募集するコーナー。きっかけは石原真理子の「私、恋人がいます」発言。
オシムの世界
毎回番組から出されるオシム監督の名言を少し変えて、意味をより分かりやすくしようというコーナー。ルール破りがやりやすく、ルール破りのメールを読んだ後八木からコーナーの寿命が短くなる旨の注意が時々出る。
オナラボ
オナニーについて様々な実験を試みる学術的コーナー。番組への全投稿者の中から無作為に選び出した犠牲者に様々なオナニーを実践させる事がある為（指名された犠牲者は文句を言いつつきちんと実践して報告している。）、番組全体への投稿数が激減するという現象を引き起こしたためディレクター伊藤から前代未聞の「コーナー禁止令」を出されて終了。
アキバ歌劇団
サクラ大戦テーマソング「檄!帝国華撃団」サビ部分を替え歌にして歌おうというコーナー。八木がCRサクラ大戦を打っている間にどんどん替え歌を思いついてしまったことから発生したコーナーらしい。
メモリーショッキング
他人のイヤな思い出を聞いて呼び起こしてしまった自分の封印していた記憶を連鎖させてゆくコーナー。
ニュータイプ・ディクショナリー
指定された二つの言葉について、意味を具体的に例示する。
七人のウソ侍
6人しかリスナーがいないことを逆利用した企画。7人とは6人と八木のことをさす。毎回、テーマに沿ったメールを募集し、リスナーからのメールが嘘か本当か見抜くコーナー。
ニュータイプナイト不動産
引越しをすることになった八木たかおに物件を紹介していく。東京R不動産のようにキャッチフレーズと物件内容を書く。現在八木たかおの引越しが完了したため、ツネや倉田まりやに物件を勧める形となっている。
A&Gポカン劇場
リスナーから好きなアニメ・ゲームへの熱い思いを送ってきてもらい、それに対して八木たかおがメールを一切無視したトークを行う。八木がポアロがいない中、ポアロ周りと飲んだ際にみんなでアニメの話をし始めたことから始まった。
SAMURAI twitter
巻物に書かれてある侍の日記や呟きを送ってもらうコーナー

## Podcast
ザ・ニュータイプナイトは本放送以外にも生放送終了後に収録された音声をPodcastで配信を行っている。内容は生放送中に読めなかったメール（ふつおたなど）を中心にトークを展開している。番組最後には八木が「Podcasting!」と叫んで終了することが多かったが、番組最初と最後に適当な「ポ」から始まる言葉（ポリンキー、ポンデライオン、ポイントシステム等）を叫んでいることが途中から多くなった。また「Podcast」の代わりに叫んでほしい言葉も募集している。

## 特別活動
イプナイ樹里部
出口誠記が部長を務める「上野樹里の活躍を見守る」リスナーを巻き込んだ集まり。上野樹里の出演する映画鑑賞が活動のメイン。
第3回よりリスナー参加型となり、第1回は亀は意外と速く泳ぐ、第2回はサマータイムマシン・ブルース、第3回に笑う大天使、第4回の行動は出口のない海を観賞。
八木たかおはイプナイという響きが嫌いなためニュータイプナイト樹里部という。まだ八木はこの活動で満足する映画を見たことが無いらしい。女性が参加した場合は映画鑑賞終了後恋愛部活ごっこをしたいと八木が公言している。
番組で「樹里部やめないで」メールが来なかったら樹里部終了というアナウンスをしたところメールが番組本編では来なかったので終了する可能性が高い。が、ポッドキャスティングではメールを読んでいた。
卒業樹里試験にて出口が9割正答にて合格したご褒美に、出口・八木で「のだめカフェ」に行った模様。

## 特別企画
ブルーハワイ祭り（2005年9月15日）
かき氷以外にブルーハワイを使える道はないのかという思い付きから始まった特別企画。様々なものをつけて食べたが合うものがなかった。
釣り王決定戦（開催：2005年10月29日 放送：2005年11月3日）
リスナー・スタッフ・パーソナリティーで一番釣りがうまいヤツを決めようという思いつきで始まった特別企画。集まったリスナーのほとんどが釣り未経験者だった。そのあと盛り上がりボウリング大会も開催。そこでラブレターLOVEのコーナーの原型が出来る。
焼きたらこは鏡を見ながら食べるとうまいのか!?（2006年3月2日）
八木がとあるラーメン店の店主と喋っているときに店主が「焼きたらこは鏡を見ながら食べると絶対にうまい」という話を聞いて、実際に実施した特別企画。実験結果はあまり変わらなかったが、リスナーがうまそうな食べ合わせでというメールテーマで送ってきた「パイナップルのワイン漬け」はかなりおいしかった。
青山D謝罪会見（2006年3月23日）
ニュータイプナイト生放送中に集っているチャットルームに番組ディレクター青山を名乗る人物が入り「3月末でニュータイプナイトは打ち切り」という発言をし、その後「そういうジョーク」といって退室しチャットルームに入室していたリスナーを混乱させた。
後日青山にその件に関して問い詰めたところやっていないとは否定はしているものの、結局青山が番組中に謝罪する羽目になった。
だが青山のあまりにも厳粛な態度に八木スタッフ共々あきれていた（青山曰く謝罪会見を行う前日に作ったキャラクターらしい。）。またそのことがきっかけで青山には謝罪キャラクターがついた。
リスナーも面白がり、様々なことを謝罪させた。
米軍さん、いらっしゃーい!（2006年4月26日）
ヒデヤが英語漫談をしていることがきっかけで、日本のコメディーとはどういうものかを知りたいという理由でなぜかニュータイプナイトを見学しにきた軍人をゲストに迎えた特別企画。リスナーからは軍人に読んでほしい日本語を募集したり、『ストリートファイター』の話になったときは異常に食いつきその勢いで様々な『ストリートファイター』に出てくる技名のセリフを生放送中に録音するという事態となった。中でも「ソニックブーム」は名文句。録音した音声はGood Night Babyというコーナーで使用されていた。
新谷良子からのメッセージ（2006年8月10日）
ニュータイプナイトになぜか、新谷良子から番組へメッセージが送られた。これは出口が仕事をしている出版社からプレゼントを貰い、その商品に新谷良子が参加していることがわかりスタッフが新谷良子サイドにメールを送り実現へ至った。その交渉に使ったメールを生放送中に八木が読んだ。
読書感想文大会〜涼宮ハルヒの憂鬱編〜（2006年8月31日・2006年9月7日・2006年9月14日・2006年9月21日）
『涼宮ハルヒの憂鬱』を読んでの感想文を書いた本人が自ら読み上げる大会。夏休みの最終日ということも手伝って立ち上がった企画。リスナー・スタッフ（平山・青山（オーガニックカフェ製作部）・北迫）・出口と読んでいったが八木の読む時間がなくなりポッドキャストと次週に読むという宣言で終わる（実際にポッドキャストでは読まれた）。スタッフにはアニメ版の感想を書いたり、当日忘れてきて28ページまでを読んで書き上げた者もいた。9月7日は延長戦と称し、八木の感想文とリスナーの感想文が読まれたが、最終的にイプナイの3Kの独擅場になってしまった。9月14日も延長戦と称してリスナーの感想文を読んだ。この回はまともな感想文が多かった。八木に感想文ブームが来てしまい、なお募集することを告げる（宣言通り9月21日も放送）。さらに『出口の無い海』についても感想文を求める発言もした。なお、読書感想文大会はそれ以降も毎年夏に行われ、2007年（平成19年）は『人間失格』、2008年（平成20年）は『恋空』、2009年（平成21年）は『YOSHIKI/佳樹』、2010年（平成22年）は『ちょんまげぷりん』、2011年（平成23年）は『やめないよ』、2012年（平成24年）は『願力 愛を叶える心』だった。
オーガニックカフェの青山さん登場（2006年10月26日）
10月19日のゲスト出演を練馬ツアーでドタキャンした青山さんがゲストとして凱旋登場。八木の誕生日が近かったということもあり、シャンパンとグラスを片手に現れるスターらしい登場方法だったが、シャンパンの入ったグラスを倒してしまうというハプニングがり、八木はびしょ濡れになった。この日の放送は通常スケジュールとは異なり、いくつものミニ番組を同時に行なうというイレギュラー放送。「八木たかおのザ・ニュータイプナイト」「青山明誉のザ・ニュータイプナイト」「出口誠記のザ・ニュータイプナイト樹里部」「遊人の、遊人はいないけどザ・ニュータイプナイト」の4本がそれらにあたる。番組全体の流れとしては樹里部がもっとも長く、ほぼ出口と青山のインタビュー形式に終始した。その間、八木は伊藤Dと動画に「男おばさん」の文字を流して遊んでいた。核心に触れることも多く、今後の職場における青山の立場が危ぶまれる。
ボジョレー祭り（2006年11月16日）
ブルーハワイ祭り同様ボジョレー・ヌーヴォーを使って何を食べ合わせたらうまいのかということを試した企画。
様々な正体不明のお品書きの中から八木・出口が一品ずつ順番で選択し、それに赤ワインと白ワインのどちらを組み合わせるか選択して進行した。本来はどちらを選択してもよかったのだが、基本的に絵的なものを選択したため赤ワインを多用することになった。
ところてん+ワイン → からしを入れるとおでん味でイケる
イカ刺身+ワイン → わさびをつけると意外とフルーティーでイケる
など、薬味による奇跡の配合を実現（この時たまたま使用したハバネロのソースが出口の目に入るという事件があった）。またカップ味噌汁+赤ワインは見た目がゼンザイになることを発見した。味は味噌味。
「松風」なるメニューが目玉になっており、その実態は松屋の牛丼に赤ワインを入れただけのものであった（味はもちろん最悪）。
スタジオの外にはガス台があったのだがまったく使用せず全品が冷たいまま出されるという事態になった。
最終的にフルーチェ+赤ワインは固まらないもののかなり美味との配合を発見したが、平山がハンディカメラを持ち上げた際に床にこぼしじゅうたんの染み抜きを必死で行うという、この番組らしい結末を迎えた。
年またぎ特番（2006年12月28日）
イントロから八木が年越し蕎麦をすする所から始まり、すときゃ!木曜21:00からの「はばラヂ」からパーソナリティの今俊郎、二宮圭美（ここで自らオカズと名乗る）を迎えトークを展開した。震度15の地震が起きたり、23時前に除夜の鐘が鳴り出したり、人気のない白夜の明治神宮から立川こしらが中継する（なぜか年明けの中継には八木が映りこんでいた。）など不思議な光景が連発されたが、八木のコネクションを利用した力技の進行であった。
ヒデヤさんvs大学入試センター試験 満点でなければ即、左乳首が・・・スペシャル（2007年1月25日）
予備校の英語教師であるヒデヤがその前の週に「この仕事やっててね、センター試験で満点を取れなければアウトですからね」と言ったところから立てられた企画。当日は本番が試験時間が90分のところをプロであるという理由から60分でやらされ、試験問題をプリントアウトした紙のページが一枚抜けていたり（実際は抜けていたのはプリントアウトしたところ自体のミスであり、問題はそれで全て完結しており、解くには何の問題性もなかった）したが堂々と見直しをするというところまで行きさすがプロと思わせるところだったが、いきなりの発音問題でミスを犯し満点獲得ならず。発音問題は塾で教えていないからというのがヒデヤのいいわけだが、それでも間違いは間違いなので罰ゲーム決定となった。しかし、発音問題以外は全て正解しており全53問中51問正解という本職のすごさを見せ付けた。罰ゲームでは上半身裸のヒデヤの左乳首にメールで募集した案を実行し、八木がはさみを突きつけたり、ナイフを突きつけたり、マジックで乳輪を書いたりなどたくさんの罰を受けて終了。
祝・ヒデヤさん39歳誕生日 ヒデヤに髪を・・・スペシャル（2007年2月15日）
ヒデヤ30代最後の一年を盛り上げる為、念願のヘアコンタクトを心を込めて手作りでプレゼントしようという企画。
自身で最も気になる額に、両面テープ貼付 → サランラップ貼付 → 両面テープ貼付 → 黒い毛糸貼付という手順（途中両面テープがなかなか剥がれずに八木たかおの両面テープショーが展開されるところであったが、何とかはがれ工程は成功）で実頭に合わせて製作されたが、案に反してドレッドヘア調でイケてるスタイルが完成。
前髪だけだが憧れのパーマが実現し、ヒデヤ15年ぶりの前髪に本気でご機嫌。
POAROの「ずらずらRock 'N' Roll」に合わせて満面の笑みで激しく踊る姿が見られる。
その後パーティーウィッグベリーロング断髪式を美容師の息子平山（本人は美容師経験は全く無し）によって敢行されるも、これは当初の予測に近い雰囲気のオダギリジョー調スタイルに完成。
第2回 釣り王決定戦（放送100回記念イベント第2弾）（実施：2007年3月4日 放送：2007年3月8日）
東京・市ヶ谷フィッシュセンターにて釣堀の主「エンドリケリ・エンドリケリ」を狙った。
エロ百物語（放送100回記念イベント第2弾）（実施：2007年3月4日 放送：2007年3月8日）
怪談の百物語と同じ要領でほんのりエロ話を参加者が語り、一つにつき1個のコンドームをバイブレータにかぶせていった。
八木たかおの縁の地をめぐる遠足（実施：2007年3月10日）
府中サントリービール工場を見学した後、東京競馬場でレース観戦。八木たかお「お手製」のお弁当が参加者に振舞われた。
ヒデヤさんの大好きなご卒業SP（2007年4月12日）
家を購入してしまい、すときゃ!への通勤が難しくなったのと、本業の予備校講師が忙しくなったのが重なり卒業する事になったヒデヤのために行われたスペシャル。
せめてものはなむけにと番組からご褒美（好物）を用意されたが、番組から出される課題をクリアしないと食べさせてもらえないという内容であった。
- 課題一。お寿司をかけた英語大喜利。ヒデヤが持ち込んだ企画である英語大喜利を一夜限りの復活。ボケるのはヒデヤなのだが、回答がなかなか浮かばずに結局食べられたのは中トロの握り一貫であった。
- 課題二。ローストビーフをかけた利きオレンジジュース。答のひとつにツブツブが入っているという明らかなボーナスが入っていたおかげか何とか成功。2年ぶりのローストビーフにありつく。
- 課題三。博多ラーメンをかけた英語の発音・アクセント問題。センター試験のときに失敗したリベンジをということで行われたが4問中3問しか成功できず、それもセンター試験のときに出た問題を二度間違えるというオチに。
- どうしても食べたがっていたヒデヤに救済措置として、ヒデヤが苦手なホカホカご飯に納豆を完食できれば食べてもよしということに。これはヒデヤがホカホカご飯に乗っかった納豆は食べられないという特殊な味覚を持っているのでこの運びとなった。
- 結局番組終了前に何とかラーメンにありつけたものの、ラーメンが伸びきってしまいマズイラーメンをすする破目となった。

ボジョレー祭り（2007年11月22日）
食べ物では遊ばないということがコンセプトなのかきわめて普通にボジョレーを飲み、それにぴったり来るつまみを食べるだけの特別番組。
番組中に「今年のボジョレーの味と香りを表現する言葉」を送ってきてもらう10万円が当たらないクイズをやっていた（正解者はなし）。
スタッフが用意したボジョレーに合う組み合わせのつまみを試した。
- 作家平山、チョリソー・ソーセージ。結果として「ユーロ同士は合うなぁ」と。
- ディレクター伊藤、チーズケーキ。レアチーズケーキ…「今年のボジョレーはフルーティー」という前評判通りぴったり合う結果に。ベイクドチーズケーキ…チーズの味がしっかり残っていたため合わないという結果に。
- リスナーからの一品。トマトとモッツァレラチーズはさみというレストランではけっこうする品物。ところが材料が用意できず、アンチョビの代わりに乾燥めざし。モッツァレラチーズの代わりにチーズビット。黒胡椒の代わりに黒胡椒せんべい。レモンの代わりにC1000ビタミンレモン。トマト、バジル、オリーブ・オイルの代わりにトマト&バジルのパスタソース。これを一気に口に入れて口内調味をすることに。当然おいしくない。ちゃんとやろうと思えばできたところをあえてそうすることによりオチをつけたという形になった。

## ゲスト
- Handmade Square ツネ（2007年）
  - 音楽グループHandmade Squareのツネがゲスト出演。ツネのファンからのメール冒頭で八木が存在の堪えられない軽さに扱われて凹む。
- BooNo（2007年10月4日）
  - 声優による音楽ユニットBooNo（2007年12月31日に解散）がアルバム宣伝の為ゲスト出演するもサーバトラブルによりリスナーは生放送を視聴する事が出来なかった。
- 伊福部崇（2007年10月25日）
  - 音楽ユニット「ポアロ」の伊福部崇がゲスト出演。しかしゲスト呼び込みを行った所なぜか他の件で伊福部が打ち合わせに入っており、すぐに番組に現れなかった。
- 新谷良子（2008年11月20日）
  - 「月とオルゴール」と放送の翌週に行われるライブの告知を兼ねて出演。声優知識の無い八木はWikipediaを参考にしながらトークを進めていった。しかし、この日の放送が前の番組であるはばラヂと共に録れておらず、アーカイブでの再放送が出来なくなり、翌週の放送の冒頭でリスナーに謝罪。スタッフはお詫びとして新谷良子ライブのグッズを自腹で購入し、リスナーにプレゼントする事に。さらに八木もリスナーからのメールによりジャパンカップグッズを自腹で購入し、リスナーにプレゼントした。
- ポアロ（2008年12月25日）
- ポアロ（2009年2月26日）
  - ポアロの新譜「NO NEGATIVE NO LIFE.」の発売に基づいてネガティブな話をしていたが八木にはネガティブな感情がなく「ヤギティブ」という感情があるというところからアルバムのセールストークを超え処世術なトークに始終した。
  - 番組よりも打ち上げの席でやればいいというトーク。という表現をしていた。
- Handmade Square ツネ(2009年5月28日)
  - 主にプロモーション活動の一環としてきたツネが久々のゲスト。ツネの作曲した曲に八木が歌詞を書くという約束があったのだが(番組自体の新テーマになる予定)仕事が減り時間ができた現在もいまだ書けていない事を報告する会に終わった。八木曰く「自由な時間ができるとお酒を飲んでしまうから」というのが原因らしい。
- 倉田まりや（2010年（平成22年）6月24日）
  - 八木たかおの荒野のコナイパーで共演している縁での出演。
- 早乙女由香（2010年（平成22年）8月12日）
  - 八木たかおの荒野のコナイパーで共演している縁での出演。この日はニコニコ生放送・Ustreamと連動して生放送を行った。
- ギリギリアウトサポートバンド(2010年（平成22年）11月12日)
  - Handmade Square カズヒト(Key)
  - ナタデココキャンディーズドラゴン 高橋マコト(Gt)
  - 11/6のライブの反省会を番組で行った折のゲスト。
- 倉田まりや（2010年（平成22年）12月2日）
  - 八木たかおの荒野のコナイパーで共演している縁での出演。
- 鷲崎健、佐咲紗花、原田謙太（Rey）、早乙女由香（2011年（平成23年）10月27日）
  - 佐咲と原田は八木が構成作家を担当している「Run LAN Radio!」のパーソナリティー
- 立川こしら（2011年12月15日、2012年11月22日、2014年12月〜）
  - 真打昇進内定直後と真打昇進目前にゲスト出演した。落語家活動を再開した12月以降頻繁にゲスト出演をしている。

## 特別番組
- 特別番組として、2009年（平成21年）1月1日（木曜日）に『はばラヂ＆ニュータイプナイト　ニューイヤースペシャル！』と題して『はばラヂ』と合同で 21:00 - 23:00まで生放送を行った。（パーソナリティは八木たかおとはばラヂの今俊郎、アシスタントのひなき藍）

## スタッフ
青山（ディレクター）
番組2代目及び4代目ディレクター。前述の通り、スタジオの防音材を破壊したり、チャットにて番組打ち切りと発言していたりと（本人は否定しているものの謝罪するかたちになった）問題行動多数。普通なら音楽が流れるのに青山がやると音楽が流れないといったことがあり、初代ディレクター時代はそのことに関してよくパーソナリティー陣からイジられていた。また、ディレクター降板後もこういう現象が稀に起こることがあり、パーソナリティー陣から「青山の呪いだ」と言われていた。オーガニックカフェを就職を機に番組を降板し伊藤ディレクターに移行したのだが復帰。青山が凱旋出演した際にはオープニング曲が流れないというハプニングが起こる。靴下フェチ。現在、オーガニックカフェで八木とタッグを組んでいるため話題に結構あがる。曲の間に時たま映像に姿を現す。現在は非常に有能な人材としてオーガニックカフェ勤務もしながらディレクションをしているのだが、いまだ問題行動をしでかすのでまだ八木の本当の信頼は得られていないようであるものの、「番組内では」有能ディレクターである。時々八木に奇妙なブームを仕掛ける。
三年与太郎（構成作家）
前構成作家平山の卒業により一般公募で選ばれた。大学では落研にいた(いまは退部)。体重40キロ以下。傍目から見ると非常に八木に似ている。特にスタジオのツーショットはどちらがどちらかわからないという声があった。それをきっかけに髪を切ったこともある。簡単な見分け方としてオシャレな方が三年与太郎。作家笑いのときの声は低いが本当は声がやや高い。
テムシステム(サブ構成作家？)
なぜか2010年（平成22年）初頭から番組から任命されたわけではないが、いつもいて手伝いをしている(主にメールの差し込み)。BBStasion金曜日25時に放送していた『ドカベンアイランド』の構成作家でもある。天宮琴音のオンラインゲームラジオ、八木たかおの荒野のコナイパーなどでも活動。

## 元・スタッフ
北迫 大輔(ディレクター)
番組初代ディレクター。
伊藤（ディレクター）
ニュータイプナイト3代目ディレクター。八木の無茶な企画にNGを出すなど非常に威厳があった。青山とは違い番組に支障をきたすほどのミスはあまりないが、ミスをした際は前ディレクターの呪いのせいということに出演者側が言っているため伊藤自体が責められることはほとんどない。なぜか平山の代わりに作家笑いを習得している。
平山（放送作家）
当番組の放送作家。番組初登場時にあだ名を募集し「ラザニア平山」というあだ名がついた。放送作家志望だが前述のように「読書感想文大会〜涼宮ハルヒの憂鬱編〜」にて放送作家志望とは思えない稚拙な感想文を書き、八木から「コイツは放送作家向きでない」と言われる。それでも八木から八木の所属事務所に紹介してもらうなど才能は買われているらしい。新人作家にもかかわらずスタッフとして参加している「ガッテン!こしらじお」では番組終了後いち早く帰ったり、番組本番中にゲームレビューサイトを閲覧したりするなどといった新人とは思えない態度をとっていることをこしらINのパーソナリティー立川こしらよって毎週のように暴露されていたが、平山本人がこの記事を見てしまったために廃止することとなった。諸般の事情にて卒業。

## かつしかFM時代の軌跡
「八木たかおと田中勝己のザ・ニュータイプナイト」（2001年4月4日 - 2004年6月30日：全169回）
放送開始当初は毎週水曜、1時間の生放送&インターネット同時放送であった。が、2002年（平成14年）2月28日付でかつしかFMがインターネット同時放送を終了&八木と田中のスケジュールの都合で2002年（平成14年）3月27日に生放送を終了。以降、すときゃ!に来るまでの間は録音放送となる。
「ダロウズ（八木たかおと田中勝己のユニット名）のザ・ニュータイプナイト」（2004年7月7日 - 2004年12月31日?：全26?回）
上記「八木たかおと田中勝己の -」2004年6月30日放送分のドッキリ（いかにも最終回的なノリ）で名称変更しただけで、パーソナリティやコーナーの変更は全くなし、しかし2004年9月29日まで毎週水曜日午後10時からの放送だったが、2004年10月9日から毎週金曜日（時間的には土曜日）深夜12時に時間変更となった、時間変更の理由としては田中勝己曰くあまりにも下品なメールが多かったから降格になったという趣旨の発言をしている。
またこの期になると投稿数が増え、番組を延長しないと全コーナーが出来ないという事態になったためインターネットラジオのみで延長戦を設けた。12月31日の放送はかつしかFMの特別編成のため地上波の放送はお休みとなり、インターネットラジオのみの放送この日で田中勝己が降板。
「八木たかおのザ・ニュータイプナイト」（2005年1月7日 - 2005年3月25日：全12回）
田中勝己の「旅に出る」という理由で番組を降板することになり番組名変更。かつしかFM時代の八木の相方はポアロのあと何分あるの?のスタッフである吉鶴君が勤めた（元々は1回だけの予定だったが家から近くにスタジオにあることがわかったため）。また、この当時はlivedoorねとらじで八木自身が再放送を送出していた。地上波の最終回の放送はインターネットラジオに移行が決まったためなのか最終回的なノリが全くなかった。

## かつしかFM時代のコーナー
「俺が -」シリーズ
最初は押尾学の言動が気に入ってスタートしたコーナー。まず「俺がOSHIOだ!」そのあとリスナーの勝手なコーナー変更のメールにより「俺がKUBODUKAだ!」となりわずか1週でまたリスナーの勝手なコーナー変更のメールにより「俺がMURUAKAだ!」となったがわずか2週で終了となった。コーナー内容はその人がいかにも言いそうなことを募集するコーナー。「俺がKUBODUKAだ!」と「俺がMURUAKAだ!」のテーマソングを田中勝己がわずか1週間で作り上げた逸話がある（作り上げた楽曲はダロウズの1stシングル「初期設定」に収録されている）。
声に出してシャウトしたい日本語
ギター音をバックにシャウトしたい日本語を募集するコーナー。元々は新年特別企画で1年の目標をシャウトする内容だったのだがギター音を録る際にお金がかかったらしく1回の企画ではもったいないという理由でコーナー化となった。また新年企画の時にはがきのみ募集だったせいかとある投稿者の直接的な下ネタがかつしかFMの上層部に見られてしまい。八木がこっぴどく怒られた話がある。ダロウズライブの際にはそれまでのネタから「最優秀シャウト」を選ぶチャンピオン大会が開催された。
第一位
毎週ある物をテーマに、それが「第一位」である項目を列挙していくコーナー。モチーフはDHCのCM。
風が吹いたら
「風が吹いたら桶屋が儲かる」という落語の一節のように、毎週出されるとあるお題から始まって最終的にとんでもない結果をつくりだすコーナー。長くなりやすいので、途中から展開する回数を制限して続けられた。
星に願いを!!
毎週様々な人物をリスナーが占い募集するコーナー。番組から出るお題と、リスナーが勝手に決めて占う二つが設けられた。
クリリンのことかー
オチに「クリリンのことかー」という言葉が使えるネタを募集するコーナー
OSHIO兄貴紛失ノート補完計画
押尾学の車が車上荒しにあい、書き溜めていたノートが盗まれたという珍事があったので。リスナーが勝手に押尾学がノートに書きそうなことを募集するコーナー。事実上「俺がOSHIOだ!」の復活版
おまえにあだ名をつけてやる
毎週様々な人物にあだ名をつけるコーナー
はい、こちらど忘れ110番!! はい、こちらど忘れ110番X（エックス）!!
八木がついど忘れしてしまったことをリスナーが解決するコーナー。エックスになっても内容はかわらなかった
ニュータイプナイト・カルタ
ニュータイプナイト特製のカルタを作るコーナー。五十音順で募集していた。
モテる年賀状
ゲストとして番組に出演したデザイナー・けんもちまやが「モテる年賀状」をプロデュースしていることから派生したコーナー。しかしながら、モテるための要素は蔑ろにされ、実質的には有名人からの年賀状を紹介するコーナーに落ち着いた。2004年（平成16年）の11月からスタートし、正月をまたいで、2005年（平成17年）の2月まで継続した。
ドキドキ!フランス書院のコーナー
官能小説の一節のようなエロチックな言葉を募集するコーナー。直接的な表現ではなく、間接的にエロチシズムを想起させる言葉が好まれた。
がんばれ曙!!
曙太郎はどうやったら勝つかを募集するコーナー
ドラクエ相談室
ドラクエで行き詰まっているリスナーを自称ドラクエ博士八木たかおが答えるコーナー。
その他の人々
実際に実施されたアンケート（例：パソコンを使うときはどういう時ですかなど）の結果の元にその他と答えた人はいったいどういう答えをしたのか募集するコーナー。
以下はかつしかFM時代の投稿フォームに記述があるものの、詳細を調査中のコーナー
- 妄想作詞・バカ歌詞
- 日本代表決定委員会
- イプナイが100人の村だったら
- 八木たかお+AutoTuneの…
- となりのおtoto
- マドレーモ君はじめちゃいました

## ダロウズ
ダロウズは八木たかおと田中勝己が結成した番組内のユニットである。

### 歴史
- 元々はリスナーが投稿した歌詞の出来よさに勢いで作ってしまった「許すまじ!交通事故」を含め現在も使用されているOP/ED曲「俺が -」のために作られた音源を収録した「初期設定」を発売。
- 競馬ライター・山河拓也作詞の「競馬ブルース」押尾学の言動に感銘を受けて作詞した「俺がOTOKOだ!」狂牛病問題の影響を受け牛丼販売停止されたのをモチーフにした「星空 Beef Bowl」を収録した「競馬ブルース〜インストール〜」を発売
- 新曲として作った「風が吹く（仮）」を発表、だがダロウズの二人が賛否両論する作品になってしまう
- のちに事実上最後のライブで発表された田中勝己が作曲中に涙した曲「ライヨン」を、上記に記載した「風が吹く（仮）」を含めたシングル「Syntax Error」を2006年（平成18年）2月14日に通信販売などで発売された（2005年（平成17年）12月18日に行われた番組合同イベントで先行販売され、そのシングルにはかつしかFM時代に製作した豚鼻の音だけできよしこの夜のメロディーが作られた豚鼻クリスマスが収録されている）。

### ディスコグラフィ

#### シングル
- 「初期設定」
- 「競馬ブルース〜インストール〜」
- 「Syntax Error」

### その他
- ユニット名は、岡村靖幸の『あの娘ぼくがロングシュート決めたらどんな顔するだろう』に由来する。
- 当初は「マスク・ド・ゲーマー」と「高枝切鋏」による覆面ユニットとして番組に登場していたが、「ダロウズのザ・ニュータイプナイト」放送開始とともに、2人の正体がそれぞれ八木と田中であることが明らかにされた。
- 田中の別名である「高枝切鋏」はサターン版ぷよぷよ通決定版の特典映像で収録されていたライブ映像のクレジットが「高枝切鋏」となっているため田中勝己の別名で使われていた可能性がある。
- 八木の別名である「マスク・ド・ゲーマー」は田中勝己が違う局でやっていた番組「田中勝己のゲームDEしょう」で「マスク・ド・ゲーマー」としてゲスト出演した経験をもつ（リスナーにバレないように音声は加工されていた）。
- 「ダロウズのザ・ニュータイプナイト」番組期間中に「ダロウズライブ」と題されたライブが全5回開催された。